# Barbara Cupisti
Barbara Cupisti, née le 24 janvier 1962 à Viareggio dans la région de la Toscane, est une actrice et réalisatrice italienne. Principalement connue en France grâce à son rôle dans la série télévisée Châteauvallon, elle a joué dans plusieurs films franco-italiens de Série B avant de devenir réalisatrice de documentaires.

## Biographie
Elle débute au cinéma en 1982 dans le film L'Éventreur de New York de Lucio Fulci. Elle devient populaire grâce à son rôle dans la série française Châteauvallon. Elle apparaît ensuite dans de nombreux films italiens de série B, principalement des films d'horreur et des thrillers. Elle est notamment à l'affiche de plusieurs films de Michele Soavi. Depuis le début des années 2000, elle s'est reconvertie comme réalisatrice de documentaires, recevant pour ses travaux plusieurs distinctions lors de festivals, comme le David di Donatello du meilleur documentaire en 2008 pour Madri. Elle fut membre du jury du prix Horizons à la Mostra de Venise 2008.

## Filmographie

### Comme actrice

#### Au cinéma
- 1982 : L'Éventreur de New York (Lo Squartatore di New York) de Lucio Fulci
- 1983 : La Clef (La Chiave) de Tinto Brass
- 1987 : Bloody Bird (Deliria) de Michele Soavi
- 1987 : Opéra (Opera) de Dario Argento
- 1986 : Undici giorni, undici notti (Eleven Days, Eleven Nights) de Joe D'Amato
- 1989 : Dark bar de Stelio Fiorenza (it)
- 1989 : Le porte dell'inferno d'Umberto Lenzi
- 1989 : La Salle de bain de John Lvoff
- 1989 : Sanctuaire (La Chiesa) de Michele Soavi
- 1989 : Il Bambino e il Poliziotto de Carlo Verdone
- 1990 : La Fuite au paradis (Fuga dal paradiso) d'Ettore Pasculli
- 1990 : Il volo de Teo de Walter Santesso
- 1994 : Dellamorte Dellamore de Michele Soavi
- 1994 : Only You de Norman Jewison
- 1995 : L'anno prossimo vado a letto alle dieci d'Angelo Orlando
- 1997 : Mains fortes (Le mani forti) de Franco Bernini
- 1997 : Consigli per gli acquisti de Sandro Baldoni
- 1999 : Gialloparma d’Alberto Bevilacqua
- 1999 : Not registered de Nello Correale
- 2000 : Denti de Gabriele Salvatores
- 2002 : Total Khéops d'Alain Bévérini

#### À la télévision

##### Séries télévisées
- 1985 : Châteauvallon
- 1985 : Aeroporto internazionale (deux épisodes)
- 1987 : Piazza Navona (un épisode)
- 1990 : Formule Un
- 2002-2003 : Giovanna, commissaire (Distretto di Polizia) : saison deux, épisode Le Serment (La Vendetta) et saison trois, épisode Corsi contre Corsi (Doppio Ingano)

##### Téléfilms
- 1990 : Testimone oculare de Lamberto Bava
- 1992 : La carne e il diavolo de Nello Rossati

### Comme réalisatrice
- 2007 : La maschera d'acqua
- 2007 : Madri
- 2008 : Vietato sognare
- 2011 : Io Sono. Storie di Schiavitù
- 2012 : Storie di Carcere

## Distinctions
- David di Donatello du meilleur documentaire en 2008 pour Madri.